# Versager ohne Zukunft
Versager ohne Zukunft ist ein Musikalbum der Wiener Hip-Hop-Gruppe Kamp & Whizz. Es erschien am 24. Februar 2009 auf dem Plattenlabel Vienna International Records. Seit Juni 2013 ist das Album auch als Download erhältlich.

## Inhalt
Thematisch befasst sich das Album mit Kamps „Versagerleben, das sich weitgehend um Suff, Hypochondrie und selbstzerstörerische Liebesbeziehungen dreht“.

## Titelliste
1. Der Anfang vom Ende
2. Versager – 4:40
3. Der Anfang vom Ende
4. Kein Tag für Eva (Cholerika Skit)
5. Ein Tag für Eva
6. Graffikki
7. So Sorry
8. Pechknecht
9. Geisterjäger
10. Malinkaya
11. Frag mich wofür
12. Was hab ich grad gemacht (Skit)
13. Fort von mir
14. Gildos Sohn
15. Stolibub
16. Goldene Wolken/Dir Mama
17. Ohne Zukunft (Don't Wanna Be Right)
18. Alles was ich hab
19. Das Ende vom Anfang[1]

## Rezeption
Laut Alex Engelen vom Musikmagazin Juice seien  Reimtechnik und Instrumentals des Albums „absolut auf der Höhe der Zeit“, allerdings „geschmacklich nicht im Trenduniversum zwischen Synthie-Gedöns und Doubletime-Massaker angesiedelt.“
Philipp Gässlein von laut.de bezeichnet das Album als den „seit Jahren besten Export unseres südlichen Nachbarstaates Österreich“.

## Auszeichnungen
- März 2009: Album des Monats der Zeitschrift Juice[3]